# Gasteracantha notata
Gasteracantha notata är en spindelart som beskrevs av Kulczynski 1910. Gasteracantha notata ingår i släktet Gasteracantha och familjen hjulspindlar. Inga underarter finns listade i Catalogue of Life.